# Goinger Halt
Il Goinger Halt  è una montagna dei Monti del Kaiser nel Tirolo austriaco. Ha due cime ed è costituito dall'Hintere Goinger Halt settentrionale (2 192 m slm) e dal Vordere Goinger Halt meridionale, più alto (2 242 m slm). Il nome "Halt" è una parola con significato vicino a 'pascolo alpino' e si riferisce quindi alla cima sopra i pascoli appartenenti al comune di Going. Tuttavia, entrambe le cime appartengono ora al comune di Kirchdorf in Tirol nel Tirolo.

## Alpinismo
L'Hintere Goinger Halt è una delle vette più facili e quindi più visitate del Wilder Kaiser. La sua croce di vetta è raggiungibile tramite un facile sentiero segnalato dall'Ellmauer Tor in 40 minuti. Tuttavia, è richiesto un passo sicuro. Nelle belle giornate estive, numerosi visitatori affollano la vetta, molto angusta.
La Vordere Goinger Halt è decisamente più impegnativa e può essere raggiunta anche dall'Ellmauer Tor. Inizialmente, si segue il sentiero verso la Hintere Goinger Halt, ma a una sella ("Grassattel") si svolta a destra e si seguono i segnavia contrassegnati solo da ometti di pietra. Da lì, il percorso, abbastanza ben riconoscibile ovunque grazie agli ometti di pietra (alcuni ometti di pietra non indicano il percorso più facile), diventa roccioso ed esposto, richiedendo un'arrampicata senza protezioni di grado II sulla scala UIAA . Si devono superare un piccolo torrione di cresta e una breve parete rocciosa (II). Il tratto più difficile è una traversata su roccia quasi verticale, ben gradata (3 spit, un appoggio), seguita da una traversata e discesa attraverso balze erbose cosparse di detriti instabili . Segue la salita attraverso un ripido canalone roccioso, dove si deve superare un cuneo (pochi appigli/prese, II+). In un punto della vetta stessa, diverse staffe di ferro offrono protezione. Tuttavia, il terreno è per lo più esposto, con sentieri ghiaiosi che si snodano attraverso ripidi pendii erbosi. La vetta, segnalata da un libro, è raggiungibile dalla porta di Ellmau in circa un'ora e mezza e offre non solo un panorama più ampio, ma anche una maggiore tranquillità rispetto all'Hintere Goinger Halt. Un popolare itinerario di arrampicata di III grado di difficoltà conduce dalla Predigtstuhlscharte attraverso la cresta settentrionale fino alla cima dell'Hintere Goinger Halt.